# Internationella handelscentret
Internationella handelscentret (franska: Centre du commerce international (CCI)) är en multilateral byrå som har ett gemensamt mandat med Världshandelsorganisationen (WTO) och FN genom FN:s konferens om handel och utveckling (UNCTAD). 